# Chlorospin à gorge grise
Chlorospingus canigularis
Espèce
Statut de conservation UICN

 LC  : Préoccupation mineure
Le Chlorospin à gorge grise (Chlorospingus canigularis), anciennement Tangara à gorge grise, est une espèce de passereaux appartenant à la famille des Passerellidae.

## Répartition
Son aire s'étend à travers la cordillère de Talamanca et les Andes boréales.

## Habitat
Il vit dans les forêts sèches tropicales et subtropicales en plaine, les forêts humides subtropicales ou tropicales en plaine et les zones humides d'altitude.

## Sous-espèces
Selon la classification de référence du Congrès ornithologique international (15.1, 2025) il se répartit en cinq sous-espèces (ordre phylogénique) du nord au sud :
- Chlorospingus canigularis olivaceiceps Underwood, 1898
- Chlorospingus canigularis canigularis (Lafresnaye, 1848)
- Chlorospingus canigularis conspicillatus Todd, 1922
- Chlorospingus canigularis paulus Zimmer, 1947
- Chlorospingus canigularis signatus Taczanowski & Berlepsch, 1885.